# Norma Stitz
 (août 2024).
Annie Hawkins-Turner (plus connue sous le nom de scène Norma Stitz) est un mannequin fétichiste (en) américain. Son pseudonyme est un jeu de mots sur « seins énormes », résultat d'une hypermastie. Elle détient le record du monde Guinness des plus gros seins naturels,,,,,.

## Carrière
Selon Stitz, elle a remporté un concours de mise en page pour la section amateur du magazine Juggs (en) à 37 ans, après quoi elle a commencé à travailler dans l'industrie du divertissement pour adultes. Le 15 juillet 2012, Hawkins-Turner est apparue dans la série télévisée de la chaîne télévisée TLC Strange Sex (en),,. Elle est également apparue dans The Jenny Jones Show (en). En tant que Norma Stitz, elle a réalisé environ 250 films pornographiques soft. Elle se décrit comme un « modèle fantastique », ajoutant : « Pas de hardcore, ça veut dire pas de sexe ». Sa vidéo The Amazing Norma Stitz a été examinée dans Adult Video News.

## Prix
Elle a été intronisée au BBW Hall of Fame en 2018.

## Honneurs et reconnaissances
En 2016, l'effigie de Hawkins-Turner a été incluse dans un musée de cire récemment ouvert à Hạ Long, au Vietnam.